# إيدر ميليتاو
إيدر غابرييل ميليتاو (تلفظ برتغالي: ‎/ˈɛdɛʁ ɡabɾiˈɛw miliˈtɐ̃w/‏؛ مواليد 18 يناير 1998) هو لاعب كرة قدم برازيلي يلعب في مركز الدفاع مع ريال مدريد في الدوري الإسباني والمنتخب البرازيلي.
بدأ مسيرته المهنية مع ساو باولو، حيث لعب 57 مباراة على مدار عامين قبل انتقاله إلى بورتو. في عام 2019، بعد موسم واحد في البرتغال، انضم إلى ريال مدريد مقابل 50 مليون يورو، وحقق لقب الدوري في أول موسمه له مع النادي الملكي.
شارك ميليتاو أول مباراة دولية له مع البرازيل في عام 2018 وكان جزءًا من تشكيلة الفريق التي فازت بكوبا أمريكا 2019.

## مسيرته الكروية

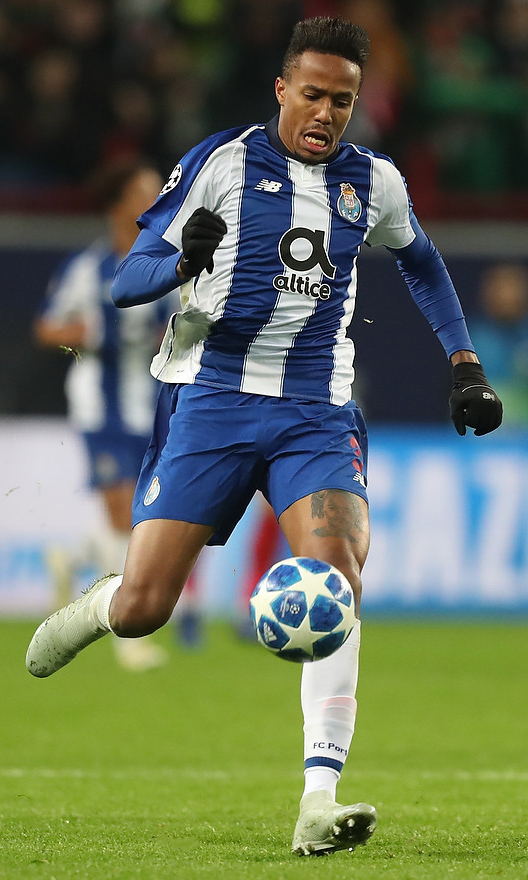
إيدر ميليتاو مع نادي بورتو البرتغالي

### ساو باولو
ولد في سيرتاوزينيو في ساو باولو، بدأ ميليتاو اللعب لفرق شباب نادي ساو باولو في عام 2010. تم إدراجه لأول مرة في الفريق الأول في بطولة باوليستا 2016، وشارك فيها لأول مرة في 2 يوليو في مباراة الخسارة 2–1 أمام إيتوانو. لعب 11 مباراة وسجل ثنائية في مباراة الفوز 4–0 على أرضه أمام أتلتيكو يوفنتوس في 18 سبتمبر ليضمن لفريقه التأهل للدور الثاني.
لعب ميليتاو بأول مباراة احترافية له في 14 مايو 2017، بخسارته 1–0 أمام كروزيرو في المباراة الافتتاحية للدوري البرازيلي. شارك في 22 مباراة خلال الموسم حيث أنهى النادي الموسم في المركز 13، وتم طرده في 12 نوفمبر في المباراة التي أنتهت بالتعادل 1–1 أمام فاسكو دا غاما. ساهم في هدفين خلال الموسم، بدءاً بفوزه 1–2 على فيتوريا في 17 سبتمبر.
شارك بأخر مباراة له مع النادي في 5 أغسطس 2018، عندما فاز على فاسكو 2–1 ليحتل المركز الأول في البطولة الوطنية لهذا العام.

### بورتو
في 7 أغسطس 2018، وقع ميليتاو عقدًا لمدة خمس سنوات مع نادي بورتو البرتغالي. شارك لأول مرة في الدوري البرتغالي الممتاز في 2 سبتمبر، بدءا من مباراة الفوز 3–0 على موريرينسي ونع الهدف الأول الذي سجله قائد الفريق هكتور هيريرا. خلال المباريات التالية نجح الشاب في وضع مكانه لنفسه بسرعة في التشكيلة الأساسية كقلب دفاع، وشكل شراكة دفاعية مع زميله فيليبي.
في 28 نوفمبر، سجل البرازيلي هدفه الأول مع انادي في مباراة الفوز 3–1 على أرضه ضد شالكه في دور المجموعات من دوري أبطال أوروبا 2018–19. في 3 يناير 2019، سجل هدفه الأول في الدوري، وهو هدف المباراة الوحيد أمام أفيس.

### ريال مدريد
في 14 مارس 2019، أعلن ريال مدريد عن التوقيع مع ميليتاو على مدته ست سنوات اعتبارًا من 1 يوليو 2019، مقابل 50 مليون يورو. شارك لأول مرة في 14 سبتمبر، دخل كبديل عن سيرخيو راموس في أخر نصف ساعة في المباراة التي فاز بها الملكي على ضيفه ليفانتي 3–2. لعب 15 مباراة خلال موسم الدوري، حيث فاز ريال مدريد بلقب الدوري الإسباني لموسم 2019–20.
سجل ميليتاو هدفه الأول مع ريال مدريد في 20 يناير 2021، برأسيه من عرضية مواطنه مارسيلو ليفتتح مباراة دور الـ32 في كأس ملك إسبانيا خارج أرضه أمام ألكويانو من الدرجة الثالثة؛ لكن فريقه خسر بشكل غير متوقع 2–1. جاء هدفه الأول في الدوري في 1 مايو 2021، في الفوز 2–0 على أوساسونا.

## مسيرته الدولية
في سبتمبر 2018، تم استدعاء ميليتاو من قبل المدرب تيتي للمشاركة في مباريات ودية مع البرازيل في الولايات المتحدة ضد الولايات المتحدة والسلفادور، بعد استبعاد فاجنر بسبب إصابة. شارك لأول مرة في 11 سبتمبر ضد السلفادور على ملعب فيديكس فيلد، ولعب 90 دقيقة كاملة من مباراة الفوز 5–0.
في مايو 2019، تم ضمه لتشكيلة البرازيل المكونة من 23 لاعباً للمشاركة في كوبا أمريكا 2019. في المباراة النهائية ضد بيرو في 7 يوليو، التي أقيمت على ملعب ماراكانا، شارك كبديل، حيث حل محل فيليبي كوتينيو في الشوط الثاني؛ وفازت البرازيل 3–1.
تم اختياره في تشكيلة البرازيل المشاركة في كوبا أمريكا 2021 في 9 يونيو 2021. سجل أول هدف له مع المنتخب في 27 يونيو أمام الإكوادور في المباراة التي انتهت بالتعادل 1–1.

## الإحصائيات

### النادي
آخر تحديث 22 مايو 2021.
| النادي     | الموسم   | الدوري           | الدوري | الدوري  | الكأس الوطني | الكأس الوطني | كأس الدوري | كأس الدوري | قاري   | قاري    | أخرى   | أخرى    | المجموع | المجموع |
| النادي     | الموسم   | الدرجة           | الظهور | الأهداف | الظهور       | الأهداف      | الظهور     | الأهداف    | الظهور | الأهداف | الظهور | الأهداف | الظهور  | الأهداف |
| ---------- | -------- | ---------------- | ------ | ------- | ------------ | ------------ | ---------- | ---------- | ------ | ------- | ------ | ------- | ------- | ------- |
| ساو باولو  | 2017     | الدوري البرازيلي | 22     | 2       | 0            | 0            | —          | —          | —      | —       | —      | —       | 22      | 2       |
| ساو باولو  | 2018     | الدوري البرازيلي | 13     | 1       | 14           | 2            | 6          | 1          | —      | —       | 2      | 0       | 35      | 2       |
| ساو باولو  | المجموع  | المجموع          | 35     | 3       | 14           | 2            | 6          | 1          | 0      | 0       | 2      | 0       | 57      | 4       |
| بورتو      | 2018–19  | الدوري البرتغالي | 29     | 3       | —            | —            | 5          | 0          | 3      | 0       | 9      | 2       | 46      | 5       |
| ريال مدريد | 2019–20  | الدوري الإسباني  | 15     | 0       | —            | —            | 2          | 0          | —      | —       | 3      | 0       | 20      | 0       |
| ريال مدريد | 2020–21  | الدوري الإسباني  | 14     | 1       | —            | —            | 1          | 1          | —      | —       | 6      | 0       | 21      | 2       |
| ريال مدريد | المجموع  | المجموع          | 29     | 1       | 0            | 0            | 3          | 1          | 0      | 0       | 9      | 0       | 41      | 2       |
| الإجمالي   | الإجمالي | الإجمالي         | 93     | 7       | 14           | 2            | 14         | 2          | 3      | 0       | 20     | 2       | 144     | 11      |

1. ↑  المباريات في كأس البرازيل وكأس البرتغال
2. ↑  المباريات في كأس الدوري البرتغالي
3. ↑  المباريات في بطولة باوليستا
4. ↑  المباريات في كوبا سود أمريكانا
5. 1 2 3  المباريات في دوري أبطال أوروبا

### المنتخب
آخر تحديث 27 يونيو 2021.
| البرازيل | البرازيل | البرازيل |
| العام    | الظهور   | الأهداف  |
| -------- | -------- | -------- |
| 2018     | 1        | 0        |
| 2019     | 7        | 0        |
| 2021     | 5        | 1        |
| المجموع  | 13       | 1        |

اعتبارًا من 27 يونيو 2021. قائمة الأهداف والنتائج مع منتخب البرازيل الأول.
| # | التاريخ       | المكان                                          | م. | الخصم     | الهدف | النتيجة | المسابقة         | م.     |
| - | ------------- | ----------------------------------------------- | -- | --------- | ----- | ------- | ---------------- | ------ |
| 1 | 27 يونيو 2021 | ملعب بيدرو لودوفيكو الأولمبي، غويانيا، البرازيل | 13 | الإكوادور | 1–0   | 1–1     | كوبا أمريكا 2021 | [ 26 ] |

## الإنجازات

### النادي
ريال مدريد
- الدوري الإسباني: 2019–20[31]، 2021–22،[32] 2023–24[33]
- كأس السوبر الإسباني: 2019–20[34]، 2021–22، 2023–24[35]

- كأس ملك إسبانيا: 2022–23[36]
- دوري أبطال أوروبا: 2021–22، 2023–24[37]
- كأس السوبر الأوروبي: 2022،[38] 2024[39]
- كأس العالم للأندية: 2022[40]

### المنتخب
البرازيل
- كوبا أمريكا: 2019[41][42]

#### الفردية
- مدافع الشهر في الدوري البرتغالي الممتاز: سبتمبر 2018،[43] أكتوبر/نوفمبر 2018،[44] ديسمبر 2018،[45] يناير 2019[46]
- فريق الموسم في الدوري البرتغالي الممتاز: 2018–19[47]

## وصلات خارجية
- إيدر ميليتاو على موقع الاتحاد الأوربي (الإنجليزية)
- إيدر ميليتاو على موقع إي إس بي إن إف سي (الإنجليزية)
- إيدر ميليتاو على موقع قاعدة بيانات كرة القدم.إي يو (الإنجليزية)
- إيدر ميليتاو على موقع ليكيب (الفرنسية)
- إيدر ميليتاو على موقع ناشيونال فوتبول تيمز (الإنجليزية)
- إيدر ميليتاو على موقع Soccerbase.com (لاعب) (الإنجليزية)
- إيدر ميليتاو على موقع Soccerway.com (الإنجليزية)
- إيدر ميليتاو على موقع عالم كرة القدم.نت (الإنجليزية)
- إيدر ميليتاو على موقع كووورة
- إيدر ميليتاو على موقع AS.com (الإسبانية)